# Trionychiperna carli
Genre
Espèce
Trionychiperna carli, unique représentant du genre Trionychiperna, est une espèce d'opilions laniatores de la famille des Trionyxellidae.

## Distribution
Cette espèce est endémique d'Inde. Elle se rencontre dans les Anaimalai Hills au Kerala et au Tamil Nadu.

## Description
Le syntype mesure 5 mm.

## Publication originale
- Roewer, 1929 : « Süd-indische Skorpione, Chelonethi und Opilioniden. » Revue suisse de zoologie, Genève, vol. 36, no 4, p. 609–639 (texte intégral).